# برای آزادی (مستند ۱۳۵۸)
برای آزادی، نام مستندی ۱۱۱ دقیقه ای ست به کارگردانی حسین ترابی، دربارهٔ انقلاب ۱۳۵۷ ایران که در سال ۱۳۵۸ ساخته شده‌است. این اثر در دو ساعت، آتش‌سوزی سینما رکس آبادان در مرداد ۱۳۵۷ تا زمان برگزاری انتخابات در فروردین سال ۱۳۵۸ را به تصویر می‌کشد. این مستند، چندین سال پیش توسط «مارک کازینز» مورخ و منتقد سینما در مؤسسه بی اف آی لندن (bfi) به عنوان ۱۰ فیلم مستندی که دنیا را تکان داد، در کنار آثاری از لنی ریفنشتال و مایکل مور و … انتخاب شد.